# Evelien Bosmans
 (décembre 2013).
Pour les articles homonymes, voir Bosmans.
Evelien Bosmans, née le 9 novembre 1989 à Mol, dans la province d'Anvers, est une actrice belge néerlandophone. Elle joue à la fois pour le cinéma, la télévision et le théâtre.

## Biographie
Evelien Bosmans fait sa scolarité au collège Saint Jean Berchmans à Mol, puis suit les cours aux écoles d'art de Lierre et d'Anvers et au Conservatoire royal d'Anvers. Elle étudie ensuite l'art dramatique à l'Académie de Théâtre de Maastricht.
En 2010, elle joue deux rôles principaux au cinéma, celui de Germaine Debruyker dans Groenten uit Balen de Frank Van Mechelen, et celui de Nicky Sterckx dans la série télévisée Rang 1, sur une famille qui gagne au lotto.
En 2011, elle joue dans 300 el x 50 el x 30 el au Bourlaschouwburg à Anvers avec, entre autres, Matteo Simoni et Marie Vinck puis dans Het Eenzame Westen, une pièce de Martin McDonagh jouée à Maastricht et à Amsterdam.
Elle joue en 2013 dans Roméo et Juliette monté par Yves Beaunesne. Elle est Hélèna dans le film basé sur la vie du chanteur Rocco Granata, Marina de Stijn Coninx avec Matteo Simoni.

## Filmographie partielle

### Cinéma
- 2011 : Germaine (Groenten uit Balen) de Frank Van Mechelen
- 2013 : Marina de Stijn Coninx : Helena Somers, la ragazza
- 2014 : Halfweg de Geoffrey Enthoven : Julie
- 2014 : Welp de Jonas Govaerts : Jasmijn
- 2014 : Onno de Onwetende : Nana
- 2015 : Ay! Ay! Ramon : Tikkelotje
- 2015 : Wat mannen willen de Filip Peeters : Nicki

### Télévision
- 2011-2012 : Red Sonja (série télévisée)
- 2011-2012 : Rang 1 (série télévisée)
- 2012 : Danni Lowinski (série télévisée)
- 2013 : Zone stad : épisode Inch'Allah : Katrien Tersago (série télévisée)
- 2013 : Hij komt, hij komt... De intrede van de Sint (série télévisée)
- 2014 : Amateurs (série télévisée) (en tournage)

## Théâtre
- 2013 : Roméo et Juliette (version bilingue) de Yves Beaunesne : Juliette

## Distinctions

### Récompenses
- Ensors 2012 : meilleure actrice pour son rôle dans Germaine (Groenten uit Balen)

### Nominations
- Ensors 2014 : meilleure actrice pour son rôle dans Marina